# 知母義
知母義，是臺灣臺南市新化區的一個傳統地域名稱，位於該區中部偏南。相較於今日行政區，其範圍大致與知義里相近。

## 地名
知母義一詞起源於平埔族原住民「知母義社」，荷蘭文音譯為 Tivalukang、Tibolegan，意為「居竹林之地」。。

## 歷史
台灣清治末期至日治初期，知母義地區為一街庄，稱為「知母義庄」，隸屬於廣儲東里。該庄輪廓呈東西狹長形，北與大目降街、礁坑仔庄為鄰，東與大坑尾庄為鄰，南邊為頂山腳庄，西邊為竹仔腳庄、洋仔庄。
1901年（日治明治三十四年）11月，全台設置二十廳，該庄隸屬於臺南廳。1909年（明治四十二年）10月，合併二十廳為十二廳，該庄隸屬不變。1920年（大正九年），廢十二廳改設五州二廳，該庄改制為「知母義」大字，隸屬於臺南州新化郡新化街。
戰後新化街改制為新化鎮，隸屬於臺南縣，大字亦改制為里。1950年雲、嘉、南分治，新化鎮隸屬不變。2010年12月，因臺南縣市合併直轄臺南市，新化鎮改制為新化區。

## 交通
國道3號大致以北北東－南南西走向經過知母義地區中部偏西地帶。境內未設交流道，北側最近的是一般交流道是縣道178號交會口的善化交流道，但亦可利用較近的新化系統交流道轉國道8號至其東側端點省道台20線路口；南側最近的是省道台86線交會口的關廟交流道，由此等進入可快速前往台灣西部各地。
省道台19甲線是鹽水至梓官赤崁的幹道，大致以縱向經過本地區西部近邊界地帶，向北可前往新化市區、新市、善化、麻豆等地，向南可前往關廟、阿蓮、岡山等地。